# دریاچه کوسو
دریاچه کوسو (فرانسوی: Lac de Kossou‎) بزرگترین دریاچه کشور ساحل عاج است که در مرکز این کشور قرار دارد. این دریاچه در واقع یک دریاچه مصنوعی است که بر اثر ساخت سد بر روی رودخانه بندام ایجاد شده است. 